# 全国政协礼堂
全国政协礼堂，位于北京市西城区太平桥大街23号，由全国政协办公厅直属事业单位全国政协礼堂管理处管理。

## 简介
全国政协礼堂自1954年开始筹建，1956年竣工，欧式建筑风格，是中华人民共和国较早的重要建筑之一。该礼堂是全国政协举行常务委员会会议、专题协商会议、各专门委员会会议等的会场。这里还曾是中国共产党第八次全国代表大会的主会场。1995年全国政协礼堂进行了整体加固改造，1996年竣工后实行全面开放。礼堂南侧新建了政协文化广场。
全国政协礼堂占地面积5600平方米，总建筑面积1.6万平方米，拥有其南侧的政协广场。是集会议、演出、餐饮、健身、娱乐休闲、社交为一体的综合性多功能场所。
全国政协礼堂隶属于全国政协办公厅，对内称为全国政协礼堂管理处，属全国政协机关差额补贴事业单位。礼堂管理处实行处长（总经理）分工负责和科长（部门经理）负责制相结合的企业管理方式。
全国政协礼堂管理处由全国政协机关服务中心（全国政协机关服务局）举办，负责管理全国政协礼堂，为党和国家及政协系统举办重大活动提供场所和服务。全国政协礼堂管理处负责全国政协礼堂场所管理与设施维护，并提供会议与宴请场所、展览与文化活动场所及相关服务。